# Companhia Britânica das Índias Orientais
A Companhia das Índias Orientais (EIC) foi uma empresa inglesa e posteriormente britânica, que foi formada para prosseguir o comércio com as Índias Orientais, mas acabou por negociar principalmente com o subcontinente indiano e a China Qing. Sendo uma companhia majestática formada por comerciantes de Londres, em 1600, com o nome de “Company of Merchants of London Trading to the East Indies”, a quem a rainha Isabel I concedeu o monopólio do comércio com as “Índias orientais” por um período de 15 anos.
A Companhia Britânica das Índias Orientais tinha o monopólio da venda do chá nas colónias. Sem concorrência, ela vendia seu produto mais caro do que o chá contrabandeado da Holanda e vendido pelos comerciantes locais. Para combater a taxa sobre o chá e conseguir mais liberdade de comércio, alguns colonos iniciaram uma campanha, pedindo ao povo que consumisse o chá Holandês, mais caro mas sem impostos. O ponto alto da campanha foi a "Festa do chá de Boston". Em 16 de dezembro de 1773, um grupo de colonos, disfarçados de índios Mohawk, abordou três barcos da Companhia, atirando 342 caixas de chá para as águas do porto de Boston.
Originalmente privilegiado como o "Governador e Companhia de Comerciantes de Londres negociando com as Índias Orientais", a empresa aumentou sua representação em metade do comércio mundial, particularmente em mercadorias básicas incluindo o algodão, seda, corante índigo, sal, salitre, chá e ópio. A companhia governou também os começos do Império Britânico na Índia.
A companhia recebeu uma Carta Real da Rainha Elizabeth I em 31 de Dezembro de 1600, tornando-a mais antiga entre várias empresas europeias Companhia das Índias Orientais. Os comerciantes ricos e aristocráticos detinham as ações da companhia. Inicialmente, o governo não possuía ações e tinha apenas controle indireto.
Durante seu primeiro século de operação, o foco da Companhia foi o comércio, não a construção de um império na Índia. Os interesses da Companhia giraram do comércio ao território durante o século XVIII enquanto o Império Mogol declinou no poder e a Companhia das Índias Orientais lutou com sua contraparte francesa, a Companhia Francesa das Índias Orientais (Compagnie française des Indes orientales) durante a Guerras Carnatic das décadas de 1740 e 1750. A Batalha de Plassey e Batalha de Buxar, que viu os britânicos, liderados por Robert Clive, derrotar as potências indianas, deixou a companhia no controle de Bengala e um grande poder militar e político na Índia. Nas décadas seguintes, aumentou gradualmente a extensão dos territórios sob seu controle, governando direta ou indiretamente através de governantes fantoches locais sob a ameaça de força por seus exércitos da Presidência, muitos dos quais eram compostos por cipaios indianos nativos.
Em 1803, no auge de seu governo na Índia, a Companhia Britânica das Índias Orientais tinha um exército particular de cerca de 260 mil—duas vezes o tamanho do exército britânico, com receitas indianas de 13 464 561 libras e despesas de 14 017 473 libras. A empresa acabou por dominar grandes áreas da Índia com seus próprios exércitos privados, exercendo o poder militar e assumindo funções administrativas. Regra da companhia na Índia efetivamente começou em 1757 e durou até 1858, quando, após a Rebelião Indiana de 1857, a Lei 1.858 do Governo da Índia levou a Coroa Britânica à assumir o controle direto da Índia sob a forma do novo Raj Britânico.
Apesar da frequente intervenção do governo, a companhia teve problemas recorrentes com suas finanças. Foi dissolvido em 1874 como resultado da Lei de Reembolso de Dividendos da Índia Oriental passado um ano antes, como a lei do Governo da Índia tinha-lhe dado então vestigial, impotente, e obsoleto. O oficial de máquinas governamentais da Índia Britânica assumiu suas funções governamentais e absorveu seus exércitos em 1858.

## História

### Origens

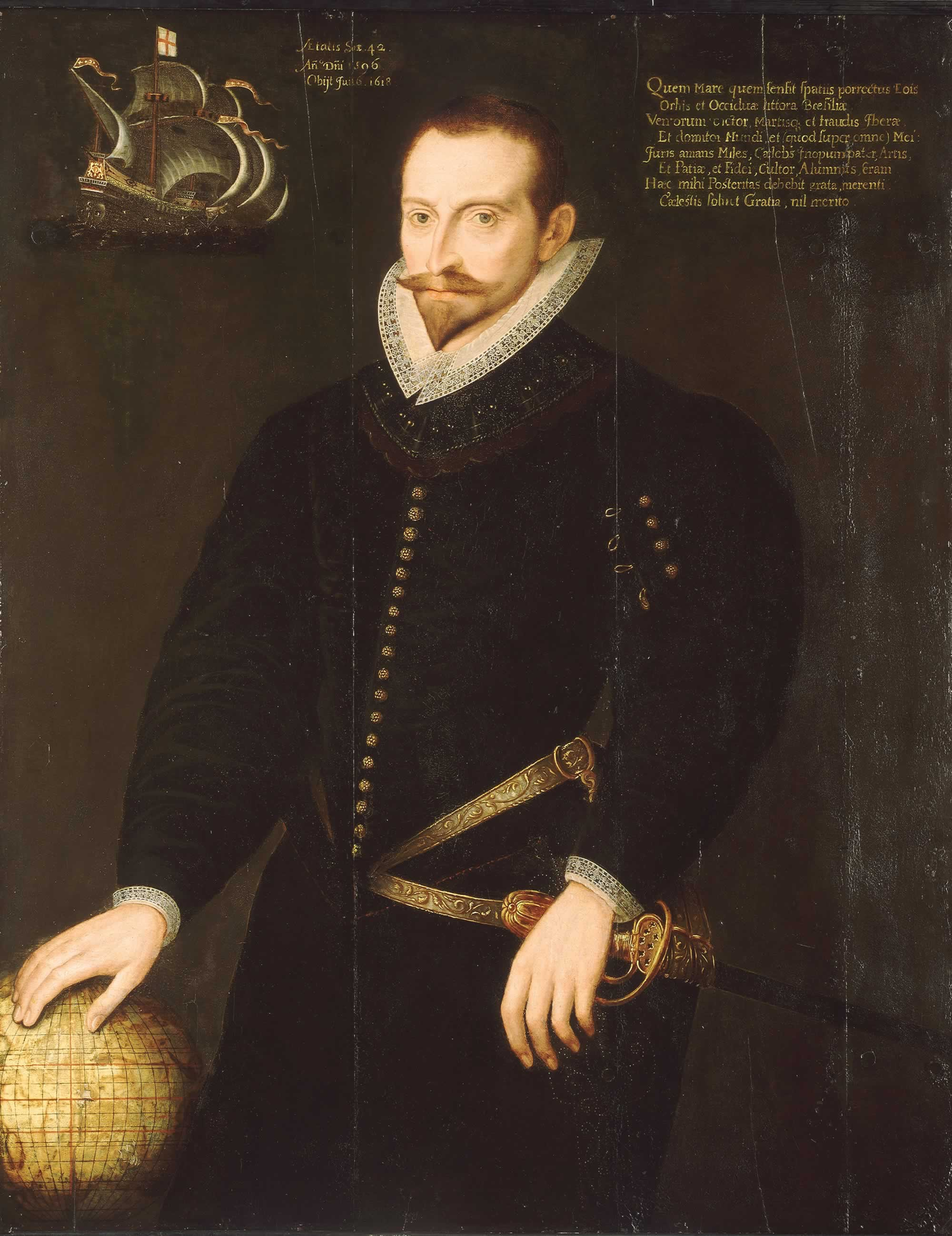
James Lancaster comandou a primeira viagem da Companhia das Índias Orientais em 1601

Logo após a derrota da Armada Espanhola em 1588, os mercadores londrinos apresentaram uma petição a Rainha Elizabeth I para permissão para navegar ao Oceano Índico. Permissão foi concedida, e apesar da derrota do Armada Inglesa em 1589, em 10 abril de 1591 três navios partiram de Torbay em volta do Cabo da Boa Esperança para o Mar Arábico em uma das primeiras expedições inglesas ultramarinas indianas. Um deles, Edward Bonventure, então navegou em torno do Cabo Comorin para a Península da Malásia e retornou a Inglaterra em 1594.
Em 1596, mais três navios navegaram para o leste; porém, estes se perderam no mar. Três anos depois, em 22 de Setembro de 1599, outro grupo de mercantes conheceu e iniciou seu propósito de "se aventurar em tal viagem para as Índias Orientais (o que pode agradar o Senhor a prosperar), e as somas que eles vão aventura", comprometendo £ 30 133. Dois dias depois, no dia 24 de setembro, "os aventureiros "reuniram-se novamente e resolveram aplicar-se à rainha para apoiar o projeto.
Apesar de sua primeira tentativa não ter sido completamente bem-sucedida, eles ainda buscaram a aprovação não oficial da Rainha para continuar, compraram navios para sua companhia e aumentaram seu capital para £ 68 373. Os Aventureiros se reuniram novamente um ano depois.
Desta vez conseguiram, e em 31 de dezembro de 1600, a Rainha concedeu a Carta Real para "George, Conde de Cumberland, e 215 Cavaleiros, Vereadores, e Burgesses" sob o nome, Governador e Companhia de Comerciantes de Londres negociando com as Índias Orientais. Por um período de quinze anos, a Carta concedeu à nova companhia um monopólio do comércio com todos os países situados a leste do Cabo da Boa Esperança e a oeste do Estreito de Magalhães. Qualquer pessoa que negociasse em violação da Carta sem licença da Companhia era passível de confisco de seus navios e carga (metade dos quais foi para a Coroa e outra metade para a Companhia), bem como a prisão ao "prazer real".
A governança da companhia estava nas mãos de um governador e de 24 diretores da Companhia das Índias Orientais Britânicas ou comitês, que compunham o Tribunal de Diretores. Eles, por sua vez, relataram ao Tribunal de Proprietários, que os nomeou. Dez comitês informados ao Tribunal de Diretores. Segundo a tradição, os negócios foram inicialmente transacionados na Pousada Nags Head, em frente à igreja de St Botolph's, em Bishopsgate, antes de se mudarem para a Casa da Índia em Leadenhall Street.

## Primeiras viagens às Índias Orientais

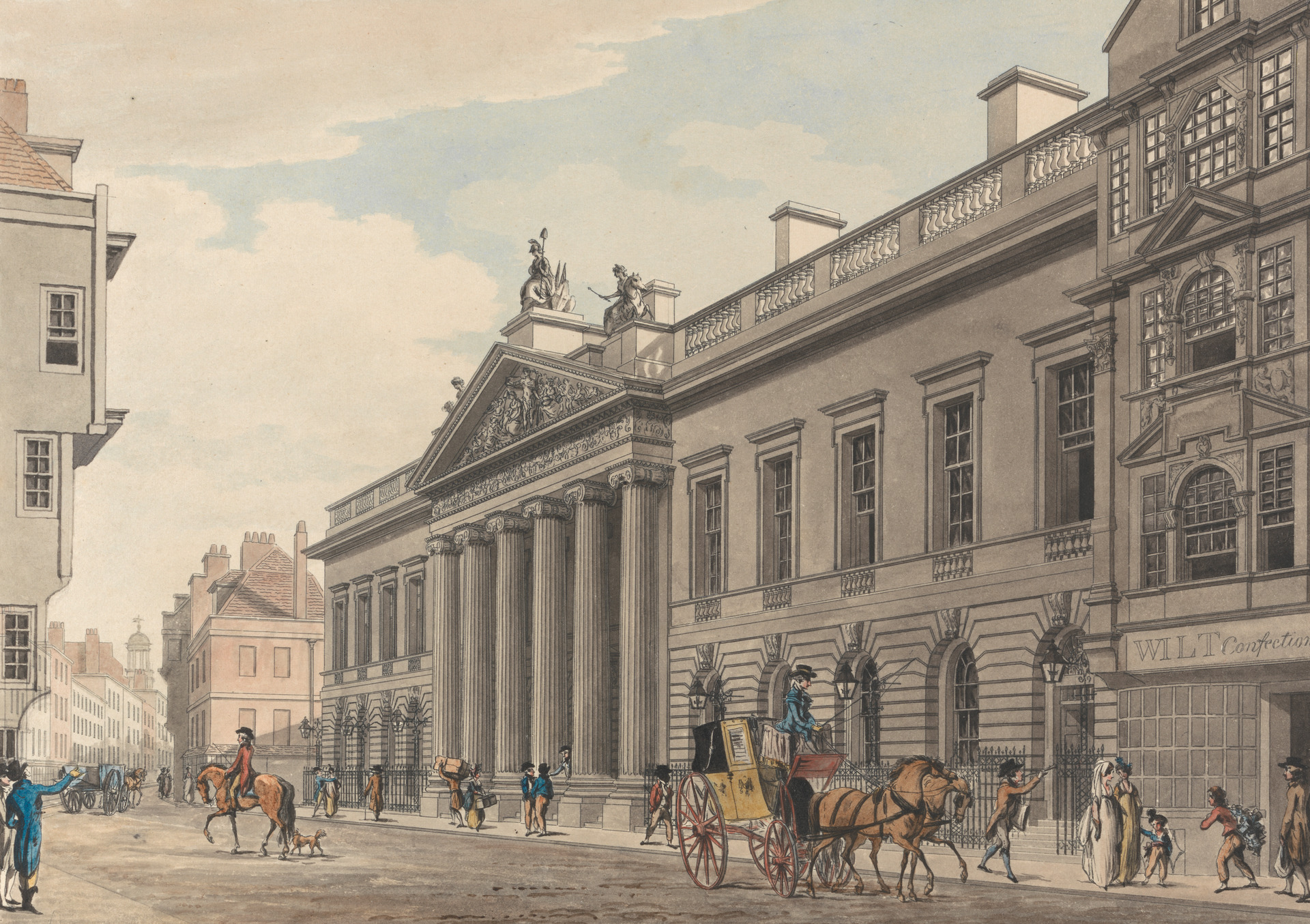
East India House, Londres, pintado por Thomas Malton in c.1800

Sir James Lancaster comandou a primeira viagem da Companhia das Índias Orientais em 1601 e retornou em 1603. Em Março de 1604 Sir Henry Middleton comandou a segunda viagem. General William Keeling, um capitão durante a segunda viagem, conduziu a terceira viagem a bordo do Dragão Vermelho de 1607 a 1610, juntamente com Hector sob o comando do capitão William Hawkins e o Consentimento sob o Capitão David Middleton.
Início de 1608 Alexander Sharpeigh foi nomeado capitão da Companhia Ascensão, e general ou comandante da quarta viagem. Em seguida, dois navios, "Ascensão" e "União" (capitaneada por Richard Rowles) partiram de Woolwich em 14 de março de 1607-8.
Inicialmente, a companhia lutou no comércio de especiarias devido à concorrência dos já bem estabelecidos Companhia Holandesa das Índias Orientais. A companhia abriu um fábrica em Bantam na primeira viagem e as importações de pimenta de Java foram uma parte importante do comércio da companhia durante vinte anos. A fábrica em Bantam foi fechada em 1683. Durante este tempo navios pertencentes à companhia que chega na Índia atracou em Surat, que foi estabelecido como um ponto de trânsito comercial em 1608.
Nos próximos dois anos, a empresa estabeleceu sua primeira fábrica no sul da Índia na cidade de Machilipatnam na Costa Coromandel Coast da Baía de Bengala. Os elevados lucros comunicados pela empresa após o desembarque na Índia Rei James I para conceder licenças subsidiárias a outras companhias comerciais na Inglaterra. Mas, em 1609, renovou o estatuto da companhia por um período indeterminado, incluindo uma cláusula que especificava que a carta deixaria de estar em vigor se o comércio se tornasse não rentável por três anos consecutivos.

## Símbolos

### Bandeiras

Representações históricas
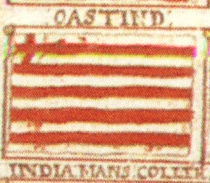
Downman (1685)
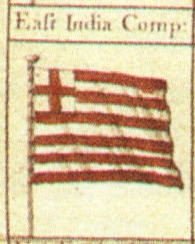
Lens (1700)
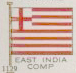
National Geographic (1917)
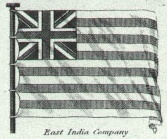
Rees (1820)
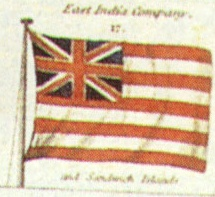
Laurie (1842)

Representações modernas
1600–1707
1707–1801
1801–1874

A bandeira da Companhia das Índias Orientais Inglesa mudou com a história, com um cantão baseado na bandeira atual do Reino, e um campo de 9 a 13 listras alternando de vermelhas e brancas.
A partir do período de 1600, o cantão consistia da Cruz de São Jorge representando o Reino da Inglaterra. Com o Atos da União de 1707, o cantão foi atualizado para ser a nova Bandeira da União — que consistia em uma cruz inglesa de São Jorge combinada com uma escocesa Cruz de Santo André — representando o Reino da Grã-Bretanha. Após o Atos da União de 1800 que juntou a Irlanda com a Grã-Bretanha para formar o Reino Unido, o cantão da bandeira da Companhia das Índias Orientais foi alterado em conformidade para incluir um sautor de São Patrício, atualizando a Bandeira da União para representar o Reino Unido da Grã-Bretanha e Irlanda.
Quanto ao campo da bandeira, tem havido muito debate e discussão quanto ao número e ordem das faixas. Documentos históricos e pinturas mostram muitas variações de 9 a 13 listras, com algumas imagens mostrando a faixa superior sendo vermelho e outros mostrando a faixa superior sendo branco.
Na época da Revolução Americana, a bandeira da Companhia das Índias Orientais era quase idêntica à Bandeira da Grande União. O historiador Charles Fawcett argumenta que a Bandeira da Companhia das Índias Orientais inspirou as Bandeira dos Estados Unidos.

### Brasão de armas

O brasão de armas posterior da Companhia das Índias Orientais

O brasão de armas original da Companhia das Índias Orientais foi concedido em 1600. Os braços eram como segue:
"Azure, três navios com três mastros, equipado e sob a vela cheia, as velas, galhardetes e insígnias de prata, cada um carregado com uma cruz Gules; Sobre um chefe do segundo um azul pálido trimestral e Gules, No 1º e 4º uma flor-de-lis ou, no 2º e 3º um leopardo ou, entre duas rosas Gules semeadas Ou Vert com farpas. O escudo tinha como timbre: "Uma esfera sem um quadro, delimitada com o Zodíaco em curva Ou, entre dois flâmulas prata flottant, cada um carregado com uma cruz gules, sobre a esfera as palavras DEUS INDICAT" (latim: Deus Indica). Os apoiantes eram dois leões-marinhos (leões com cauda de peixe) e o lema era DEO DUCENTE NIL NOCET (Latim: Onde Deus Dirige, Nada Prejudica).

### Marca do comerciante

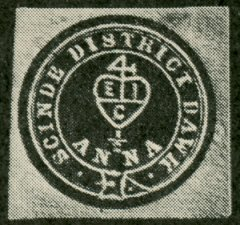
Marca HEIC do comerciante em um selo postal azul Scinde Dawk (1852)

Quando a Companhia das Índias Orientais foi fretada em 1600, ainda era costume para comerciantes individuais ou membros de companhias, como a Companhia de Aventureiros Comerciantes ter uma marca de comerciante distinta que muitas vezes incluiu o "Sinal de Quatro" místico e serviu como marca registrada. A marca comercial da Companhia das Índias Orientais consistia em um "Sinal de Quatro" em cima de um coração dentro do qual era um sautor entre os braços inferiores de quais eram as iniciais "EIC". Esta marca foi um motivo central da cunhagem da Companhia das Índias Orientais e forma o emblema central exibido nos selos postais Scinde Dawk.

## Navios

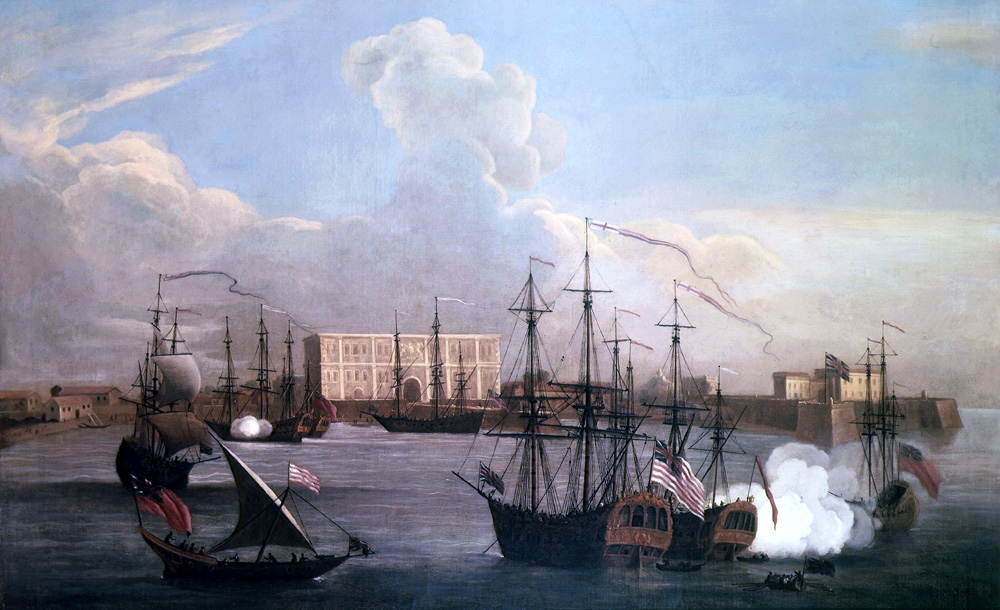
Navios na Bombay Harbour, c. 1731

Os navios da Companhia das Índias Orientais eram chamados East Indiamen ou simplesmente "Indiamen".

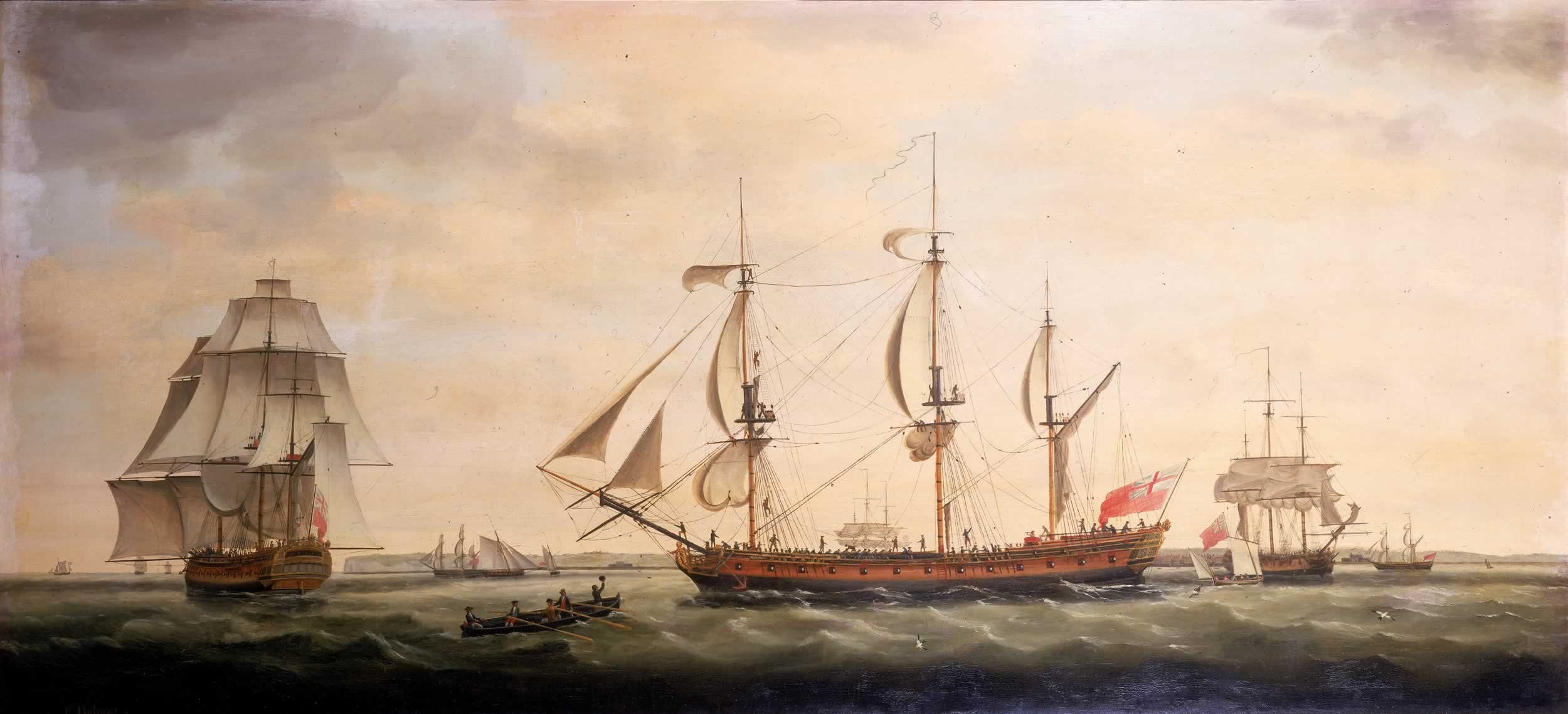
O East Indiaman Royal George, 1779. Royal George foi um dos cincos East Indiamen que a frota espanhola capturou em 1780.

Durantes as Guerras Revolucionários Francesa e a Guerras Napoleônicas, a Companhia das Índias Orientais arranjou cartas de marca para seus navios, como a Lord Nelson. Isto não era para que eles pudessem transportar canhões para afastar navios de guerra, corsários e piratas em suas viagens à Índia e à China (que eles poderiam fazer sem permissão), mas para que, caso tivessem a oportunidade de receber um prêmio, poderiam fazê-lo sem ser culpados de pirataria. Da mesma forma, o Earl of Mornington, um navio cargueiro de apenas 6 armas da Companhia das Índias Orientais, também navegou sob uma carta de marca.
Além disso, a empresa tinha sua própria marinha, a Bombay Marine, equipada com navios de guerra como Grappler. Estas embarcações muitas vezes acompanhavam embarcações da Marinha Real em expedições, como a Invasão de Java.
Na Batalha de Pulo Aura, que foi provavelmente a vitória naval mais notável da empresa, Nathaniel Dance, comodoro de um comboio de Indiamen e velejando a bordo do Warley, liderou vários Indiamen em uma escaramuça com um esquadrão francês, expulsando-os. Cerca de seis anos antes, em 28 de janeiro de 1797, cinco Indiamen, o Woodford, sob o comando do capitão Charles Lennox, o Castelo Taunton, Capitão Edward Studd, Canton, Capitão Abel Vyvyan, Boddam, Capitão George Palmer e Ocean, Capitão John Christian Lochner, havia encontrado o almirante de Sercey e seu esquadrão de fragatas. Nessa ocasião, os índios também conseguiram blefar até a segurança e sem que nenhum tiro fosse disparado. Finalmente, em 15 de junho de 1795, o general Goddard desempenhou um grande papel na captura de sete holandeses do leste da ilha de Santa Helena.
Os East Indiamen eram grandes e fortemente construídos e quando a Marinha Real estava desesperada por navios para escoltar comboios mercantes, comprou vários deles para converter em navios de guerra. Earl of Mornington tornou-se HMS Drake. Outros exemplos incluem:
- HMS Calcutta (1795)
- HMS Glatton (1795)
- HMS Hindostan (1795)
- HMS Hindostan (1804)
- HMS Malabar (1804)
- HMS Buffalo (1813)

Seu projeto como embarcações mercantis significava que seu desempenho no papel de navio de guerra era abaixo do esperado e a Marinha os convertia em transportes.

## Registros
Ao contrário de todos os outros registros do governo britânico, os registros da Companhia das Índias Orientais (e seu sucessor o Escritório da Índia) não estão no Os Arquivos Nacionais em Kew, Londres, mas são mantidos pela Biblioteca Britânica em Londres como parte da Ásia, Coleções do Pacífico e da África. O catálogo é acessivo online nos catálogos Acesso aos Arquivos. Muitos dos registros da Companhia das Índias Orientais estão disponíveis gratuitamente online sob umas Famílias na Sociedade Britânica da Índia tem com a Biblioteca Britânica. Existem catálogos publicados de revistas e diários de navios da Companhia das Índias Orientais, 1600-1834; e de algumas das instituições filhas da Companhia, incluindo a Colégio da Companhia das Índias Orientais, Haileybury e do Seminário Militar Addiscombe.

### Historiografia
- Farrington (ed.), Anthony (1976). The Records of the East India College, Haileybury, & other institutions. London: H.M.S.O.
- Stern,  Philip J. (2009)  "History and historiography of the English East India Company: Past, present, and future!." History Compass 7.4 (2009): 1146-1180.